# Parachówka
Parachówka – część wsi Ułazów położona w Polsce, w województwie podkarpackim, w powiecie lubaczowskim, w gminie Stary Dzików.
W latach 1975–1998 miejscowość administracyjnie należała do województwa przemyskiego.